# ガリマール出版社
ガリマール出版社（ガリマールしゅっぱんしゃ、Éditions Gallimard）は、フランスを代表する出版社の一つ。1911年創立。フランス文学の振興に寄与し、フランスに、世界の文学を紹介している。

## 小史

### 1920年代まで
1908年から新フランス評論誌を出していた、アンドレ・ジッドらの編集同人が、図書の出版のため、ジッド、ジャン・シュランベルジェ、ガストン・ガリマール出資の合名会社、『新フランス評論出版社』(Édition de La Nouvelle Revue Française) を、1911年パリ6区に設立した。まず、ポール・クローデル、ジッド、フランシス・ジャム、サン＝ジョン・ペルス、ジュール・ロマン、ポール・ヴァレリー、マルセル・プルースト、ジャン・ジロドゥらの作品を出版した。
第一次世界大戦後の1919年、『新フランス評論出版社』は株式会社『ガリマール書店』(Libraire Gallimard) に発展し、ガストンの弟も役員となり、その後しだいに、ガリマール一家が経営に加わった。1929年、社屋を7区に移した。
『ガリマール書店』は、アンリ・ゲオン、マルタン・デュ・ガール、ポール・モラン、アンドレ・マルロー、ルイ・アラゴン、ポール・エリュアール、アラン、ジョゼフ・ケッセル、ジャン・コクトー、フロイト、ジュール・シュペルヴィエル、アンドレ・ブルトン、ルイジ・ピランデルロ、アンリ・ミショー、イタロ・ズヴェーヴォ、ヘミングウェイ、サン＝テグジュペリらの著書を出し、専属的な作家を増やして行った。
また、叢書、映画雑誌、音楽雑誌、大衆文学、児童文学、新聞などへ、間口を広げ、それぞれの領域の盛衰をともないながら、社業は拡大した。

### 1930年代
- ロベール・デスノス
- ダシール・ハメット
- ウィリアム・フォークナー
- フランツ・カフカ
- レーモン・クノー
- ジョルジュ・シムノン
- トーマス・マン
- ジョージ・オーウェル
- アースキン・コールドウェル
- ジェイムズ・ジョイス
- ロジェ・カイヨワ
- ジャン＝ポール・サルトル
- マルグリット・ユルスナール
- マーガレット・ミッチェル
- ウラジーミル・ナボコフ
- ジョン・スタインベック
- ジュゼッペ・ウンガレッティ など

### 1940年から1944年まで
- シグリ・ウンセット
- モーリス・ブランショ
- ロベール・ブラジヤック
- ジョルジュ・デュメジル
- アルベール・カミュ
- エルンスト・ユンガー
- ジョルジュ・バタイユ
- シモーヌ・ド・ボーヴォワール
- マルグリット・デュラス など

ナチスによる被占領期にあたり、親独のドリュ＝ラ＝ロシェルの、『新フランス評論』編集長就任を占領軍に強いられた。
戦後の糾弾は、ドリュ＝ラ＝ロシェルの『新フランス評論』の方へ矛先をかわして切り抜けた。

### 1945年から2010年代まで
- ルネ・シャール
- ルネ・ゲノン
- アーサー・ミラー
- フェデリコ・ガルシーア・ロルカ
- トルーマン・カポーティ
- ジャン・ジュネ
- アンドレ・ピエール・ド・マンディアルグ
- ジャック・プレヴェール
- ルイ＝フェルディナン・セリーヌ
- ホルヘ・ルイス・ボルヘス
- ナタリー・サロート
- アレホ・カルペンティエル
- ウジェーヌ・イヨネスコ
- フアン・ゴイティソーロ
- カミーロ・ホセ・セラ
- ボリス・パステルナーク
- エドモン・ジャベス
- 谷崎潤一郎
- ミシェル・ビュトール
- ジャック・ケルアック
- フェルナンド・ペソア
- ソール・ベロー
- ロレンス・ダレル
- マックス・フリッシュ
- 三島由紀夫
- テオドール・アドルノ
- ロアルド・ダール
- オクタビオ・パス
- フィリップ・ロス
- ウィリアム・スタイロン
- ジェイムズ・ボールドウィン
- ヴィクトル・シクロフスキー
- フリオ・コルタサル
- ジャン＝マリ・ギュスターヴ・ル・クレジオ
- ウィリアム・S・バロウズ
- アイリス・マードック
- ピエル・パオロ・パゾリーニ
- エリアス・カネッティ
- エウジェーニオ・モンターレ
- マリオ・バルガス・リョサ
- トーマス・ベルンハルト
- ハロルド・ピンター
- ミシェル・トゥルニエ
- パトリック・モディアノ
- ミラン・クンデラ
- ペーター・ハントケ
- ボフミル・フラバル
- パブロ・ネルーダ
- フリードリヒ・デュレンマット
- ジャン＝パトリック・マンシェット
- 大江健三郎
- フィリップ・ソレルス
- フランソワーズ・サガン
- 安部公房
- エルヴェ・ギベール
- パトリック・シャモワゾー
- ダニエル・ペナック
- ヨシフ・ブロツキー
- アンヌ・ヴィアゼムスキー
- オルハン・パムク

など
1961年、社名を『ガリマール出版社』(Éditions Gallimard) に変更した。
過去の作家の全集は、1933年以来のプレイヤード叢書が刊行を続けている。
1975年にガストンが没した後は、息子のクロードが社長を継いだ。そして1988年、クロードの後を息子のアントワーヌが継いだ。